# المسح الضوئي المدعوم بمفتاح الوصول
يشير مصطلح المسح الضوئي المدعوم بمفتاح الوصول إلى تقنية تحديد غير مباشرة (أو طريقة وصول)، يستخدمها مستخدمو التقنية المساعِدة بما في ذلك أولئك الذين يستخدمون الاتصال التزايدي والبديل (AAC) لاختيار العناصر المدرجة ضمن المجموعة المختارة. وعلى عكس الاختيار المباشر (على سبيل المثال، الكتابة باستخدام لوحة المفاتيح، لمس الشاشة)، يمكن للماسحة الضوئية عمل تحديدات فقط من خلال وضع مؤشر الماسحة الضوئية (أو المؤشر) الخاص بالجهاز الإلكتروني على الخيار المطلوب. ويتحرك مؤشر الماسحة عبر العناصر من خلال تمييز كل عنصر من العناصر الظاهرة على الشاشة (على سبيل المثال، المسح الضوئي المرئي)، أو عن طريق تحديد كل عنصر من خلال إخراج الصوت (على سبيل المثال، المسح الضوئي السمعي)، ثم يقوم المستخدم بتنشيط المفتاح لتحديد العنصر. ويتم تحديد سرعة ونمط المسح الضوئي وكذا الطريقة التي يتم من خلالها تحديد العناصر على حسب القدرات الجسدية والبصرية والمعرفية للمستخدم. وفي حين يوجد أسباب مختلفة لاستخدام عملية المسح، غير أن السبب الأكثر شيوعًا يتمثل في الإعاقة البدنية والناتجة عن صعوبة التحكم في الحركة بشكل كامل وبالتالي عدم القدرة على الاختيار المباشر. وفي نفس الوقت تكون عملية الاتصال أثناء المسح أبطأ وأقل كفاءة منها في حالة الاختيار المباشر، كما يتطلب المسح الضوئي المزيد من المهارة المعرفية (على سبيل المثال، الانتباه). وتتميز التقنية التي تستخدم المسح الضوئي بخاصية تتيح للمستخدم حرية التحكم في التقنية المساعِدة بالنسبة لأولئك الأشخاص الذين لا يمكنهم سوى القيام بحركة إرادية واحدة فقط.

## أنماط المسح الضوئي

مثال على المسح الضوئي الخطي

مثال على المسح الضوئي الذي يظهر في شكل صف/عمود

يشير نمط المسح الضوئي إلى الطريقة التي من خلالها يتم عرض العناصر الموجودة بالمجموعة المختارة للمستخدم. فهو يتيح قدرة أسهل على تحديد العناصر وذلك لما يتميز به المسح الضوئي من المنهجية والقابلية للتنبؤ. وفي إطار ذلك، يوجد ثلاثة أنماط رئيسية من المسح الضوئي:
- في المسح الدائري، يتم ترتيب العناصر الفردية في شكل دائرة (كالأعداد الموجودة على وجه الساعة) ويتنقل مؤشر المسح الضوئي في مسار دائري لمسح عنصر واحد في المرة الواحدة. وعلى الرغم من أن المسح الدائري يبدو متطلبًا من الناحية البصرية، غير أنه يعد أبسط أنماط المسح الضوئي حيث يسهل إتقانه معرفيًا.[2][3]
- في المسح الخطي، عادةً ما تكون العناصر مرتبة على شكل شبكة ويتنقل مؤشر المسح عبر كافة العناصر الموجودة في كل صف بشكل دوري.[2] وعلى الرغم من أن المسح الخطي يعد أكثر تطلبًا من الناحية المعرفية عن المسح الدائري، إلا أنه واضح المعالم نسبيًا ويسهل تعلمه.[8] ومع ذلك، قد يكون من غير الكفاءة وجود العديد من العناصر في المجموعة الواحدة (على سبيل المثال، في شبكة تتكون من 8 عناصر في الصف الواحد، فإذا كان العنصر المطلوب هو العنصر السابع الموجود في الصف الرابع، فسيلزم أن يقوم مؤشر المسح الضوئي بمسح 30 عنصرًا غير مطلوب أولًا قبل أن يصل إلى العنصر المطلوب).
- في المسح الضوئي من المجموعة إلى العناصر، يتم تجميع العناصر (على سبيل المثال، على حسب الصفوف، أو الأعمدة، أو غير ذلك من الفئات الدلالية) ثم يقوم مؤشر المسح بالمسح على حسب المجموعة أولًا. وبمجرد أن تقوم الماسحة بتحديد المجموعة التي يندرج بها العنصر المطلوب، فسيقوم مؤشر الماسحة بمسح كل عنصر مدرج بالمجموعة المحددة. ومن بين الأشكال المختلفة التي يتميز بها المسح الضوئي من المجموعة إلى العنصر، يتمثل الشكل الأكثر شيوعًا في المسح من الصف إلى العمود؛ ففي هذا النمط يتم تجميع العناصر في صفوف.[2][8]

## تقنيات التحكم بالمسح

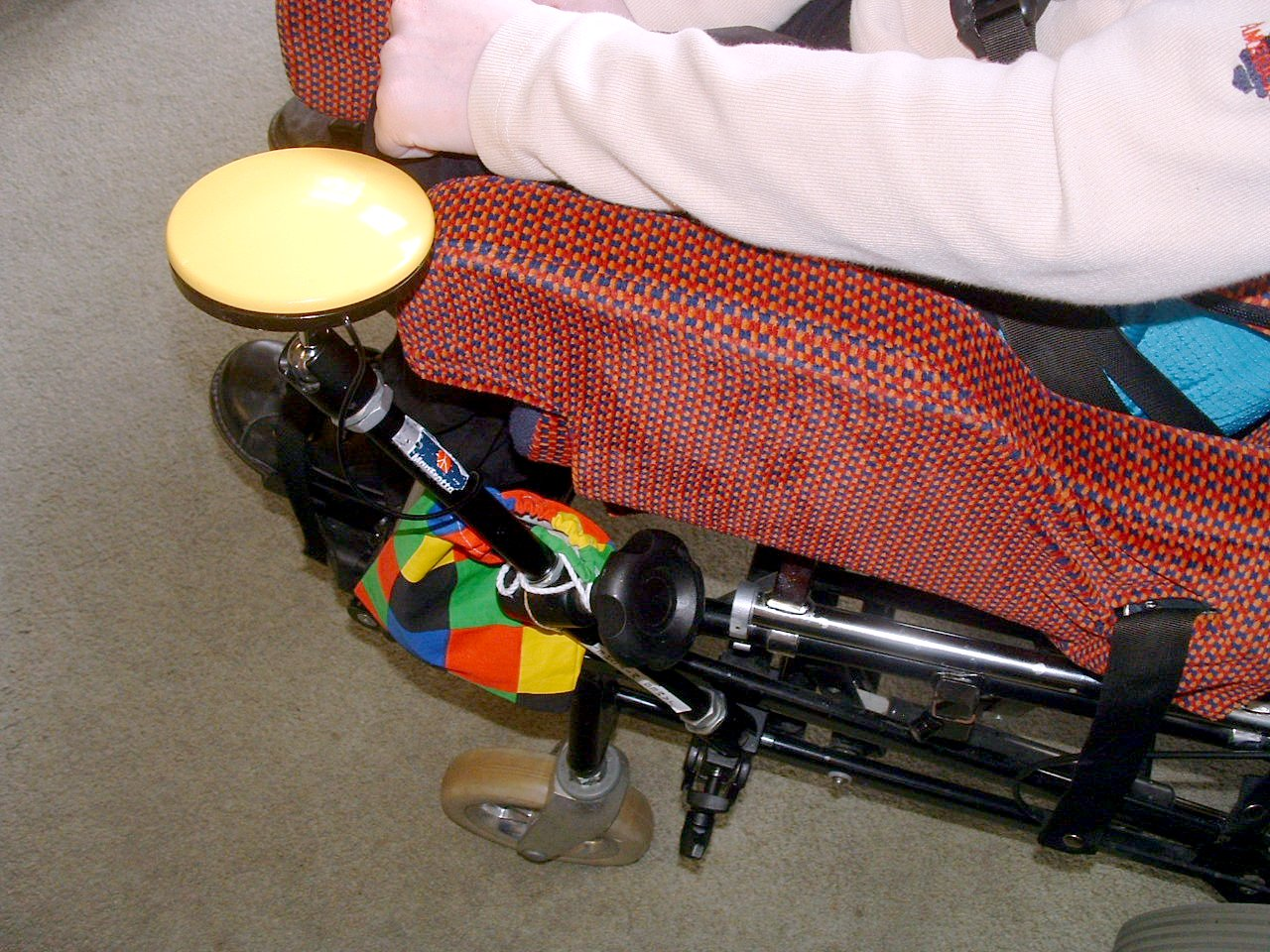
مفتاح مثبّت على الرسغ

يتم التحكم في عملية المسح الضوئي وتحديد العناصر من خلال تنشيط المفتاح بثلاث طرق عامة:
- في المسح الضوئي الموجّه (أو العكسي),، سيقوم المؤشر فقط بمسح النمط المحدد مسبقًا عندما يقوم المستخدم بالضغط على المفتاح لأسفل. ويتم عمل التحديدات عندما يتم تحرير المفتاح.[2][9]
- في المسح التلقائي (المنتظم أو المتقطع)، يقوم المؤشر بالمسح وفقًا للنمط المحدد مسبقًا من تلقاء نفسه ويتم تحديد العنصر عندما تضغط الماسحة على المفتاح.[5][7]
- في المسح الضوئي التدريجي، يتحكم المستخدم في كل حركة (أو خطوة) من مؤشر المسح عبر النمط المحدد مسبقًا وذلك بالضغط على المفتاح. وحتى يتمكن مستخدم الاتصال التزايدي والبديل (AAC) من تحديد أحد العناصر، فعليه الضغط على المفتاح الثاني بمجرد أن يصل المؤشر إلى العنصر المطلوب. ونظرًا لضرورة تنشيط المفتاح الثابت، فقد يعد هذا الأسلوب مجهدًا للغاية بالنسبة لبعض الفاحصين، بما في ذلك الأشخاص الذين يعانون من التصلب العضلي الجانبي، غير أنه في نفس الوقت أسهل من الناحية المعرفية[5][7][10]

## وصلات خارجية
A Demonstration of scanning